# John Veldman
John Fitzgerald Veldman (Paramaribo, 24 de fevereiro de 1968) é um ex-futebolista neerlandês que jogava como zagueiro.

## Carreira
Profissionalizou-se em 1986, no PSV Eindhoven, jogando apenas 11 partidas até 1989. Passou também pelo Willem II durante 2 temporadas, destacando-se no Sparta Rotterdam entre 1991 e 1996, disputando 152 jogos.
Defendeu ainda Ajax, Vitesse, RBC Roosendaal e USV Elinkwijk, clube onde jogou nas categorias de base e onde encerrou sua carreira em 2002, aos 34 anos.

## Seleção Neerlandesa
Nascido no Suriname, Veldman jogou uma partida pela seleção dos Países Baixos em 1996, contra a Alemanha, que venceu por 1 a 0.
Fez parte do elenco que disputou a Eurocopa de 1996, mas não entrou em campo nenhuma vez.

## Vida pessoal
Seu irmão, Elfried Veldman (que jogava como atacante), foi uma das 176 vítimas fatais do Voo Surinam Airways 764, em 1989.

## Títulos
PSV Eindhoven
- Eredivisie: 1986–87, 1987–88, 1988–89
- Copa dos Países Baixos: 1987–88, 1988–89
- Liga dos Campeões da UEFA: 1987–88